# Hibiscus elatus
Hibiscus elatus – gatunek drzewa z rodziny ślazowatych. Endemiczny na Jamajce, gdzie jest uważany za "drzewo narodowe", naturalizowany na Kubie. Zwyczajowe nazwy hiszp. majagua i ang. mahoe pochodzą z miejscowego języka indiańskiego.

## Morfologia
PokrójDrzewo osiągające do 25 m wysokości.
LiścieNaprzemianległe, sercowate, o długości do 20 cm.
KwiatyDo 12 cm średnicy. W miarę dojrzewania zmieniają kolor od żółtego poprzez pomarańczowy do ciemnoczerwonego (karmazynowego). W środku ciemne.
OwoceJajowate, owłosione, ostro zakończone torebki o długości ok. 3 cm, zielone. W środku nasiona do 5 mm.

## Zastosowanie
- W krajach o tropikalnym klimacie jest uprawiany jako drzewo ozdobne.
- Bardzo cenione drewno o interesującej niebieskawej barwie (blue mahoe), wykorzystywane w meblarstwie[6].

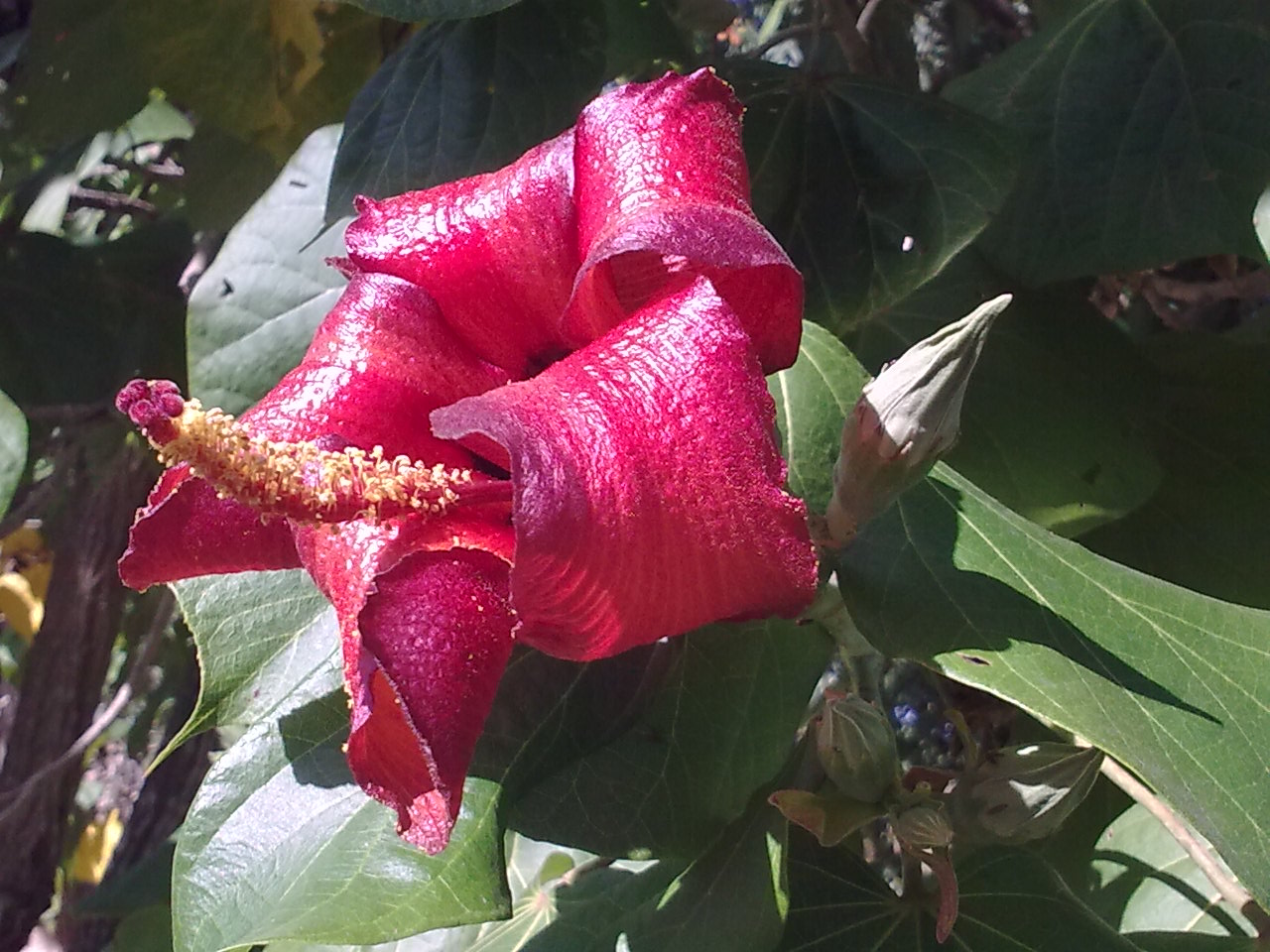
Kwiat